# 1912 год в истории метрополитена
В этой статье перечисляются основные  события из истории метрополитенов в 1912 году. Полужирным шрифтом выделены открытия новых транспортных систем.

## События
- В 1912 году  началась прокладка линии Бейкерлоо Лондонского метрополитена
- 15 февраля — открыта система Гамбургского метрополитена.
- 3 ноября была продлена первая, начальная линия Берлинского метрополитена. Её продлили до станции Шпортпарк, ныне она называется «Олимпиаштадион», (нем. Olympia-Stadion).
- Декабрь 1912 года - начало строительства Nord-Süd-Bahn (линии Север-Юг) Берлинского метрополитена для соединения Веддинга на севере с Темпельхофом и Нойкёльном на юге. Строительство было прервано из-за войны.
- В 1912 году были утверждены планы строительства подземной линии с севера на юг. Линия должна была соединить Гезундбруннен и Нойкёльн через Александерплац.